# Герцог де Роган
Герцог де Роган (фр. duc de Rohan) — старинный титул, дважды создававшийся во Франции, сначала королём Франции Генрихом IV, в 1603 году, для Анри де Рогана, 21-го виконта де Рогана. Второй раз, в 1648 году, королём Людовиком XIV для Анри де Шабо, сеньора де Сент-Олей, который был женат на Маргарите де Роган, дочери 1-го герцога де Рогана.

## История
Герцогство-пэрство де Роган было создано в 1603 году из виконтства де Роган, королём Франции Генрихом IV, для гугенота Анри де Рогана, 21-го виконта де Рогана, который так же стал принцем де Леоном, сеньором де Блейном, Роган был генералиссимусом протестантских армий, послом Франции, генерал-полковником швейцарцев и гризонов. Он погиб 13 апреля 1638 года в битве при Кёнигсфельде и похоронен в Женевском соборе. 
Однако у него была только единственная дочь Маргарита де Роган, которая стала после отца смерти Suo jure герцогиней де Роган и Фронтене, принцессой де Леон, графиней де Пороэт, маркизой де Блейн и Ла Гарнаш, дамой де Лорж. Маргарита вышла замуж 6 июня 1645 года, в Сюлли-сюр-Луар за Анри де Шабо, сеньора де Сент-Оле, Сен-Желе и Мюсидан. В 1648 году ему было даровано называться герцогом де Роганом по праву жены, и титуловаться 2-й герцог де Роган. По праву жены он так же получил титулы принца де Леона, графа де Пороэт и де Лорж, маркизом де Блейн и Ла Гарнаш, бароном де Мушам, сеньором де Эрик и де Френе (земля в Плессе), он был губернатором и генерал-лейтенантом Анжу.
Сын Маргариты де Роган и Анри де Шабо — Луи де Роган-Шабо, стал 3-м герцогом де Роганом и унаследовал фамилию Роган-Шабо.

## Герцоги де Роган

### Первая креация
1. 1603—1638 — Анри II де Роган (25.08.1579 — 28.02.1638), 21-го виконт де Рогана и 1-й герцог де Роган, принц де Леон, сеньор де Блейн;

- - 1638—1684 — Маргарита де Роган (1617 — 09.04.1684), дочь предыдущего, герцогиня де Роган и Фронтене, принцесса де Леон, графиня де Пороэт, маркиза де Блейн и Ла Гарнаш, дама де Лорж.

### Вторая креация
1. 1648—1655 — Анри де Шабо, сеньор де Сент-Оле, Сен-Желе и Мюсидан (1615 — 27.02.1655), 2-й герцог де Роган, принц де Леон, граф де Пороэт и де Лорж, маркиз де Блейн и Ла Гарнаш, барон де Мушам, сеньор де Эрик и де Френе, муж предыдущей;
2. 1655—1727 — Луи I де Роган-Шабо (03.11.1652 — 17.08.1727), сын двух предыдущих, 3-й герцог Роган, принц де Леон, пэр Франции, маркиз де Блейн, Монльё и Сент-Оле, граф де Пороэт и Морэ, барон Ла Гарнаш и Бовуар-сюр-Мер, сын предыдущих;
3. 1727—1738 — Луи II Бретань-Ален де Роган-Шабо (26.09.1679 — 10.08.1738), 4-й герцог Роган, принц де Леон, граф де Пороэт и Морэ, пэр Франции, маркиз де Блейн, Монльё, Сент-Оле и Вард, сын предыдущего;
4. 1738—1791 — Луи-Мари-Бретань-Доминик де Роган-Шабо (17.01.1710 — 28.11.1791), 5-й герцог Роган, принц де Леон, граф де Пороэт и Морэ, пэр Франции, маркиз де Блейн, Монльё и Сент-Оле, герцог Роклор и Люд, сын предыдущего;
5. 1791—1807 — Луи-Антуан-Огюст де Роган-Шабо (20.04.1733 — 29.10.1807), 6-й герцог Роган, герцог Шабо (по патенту) в 1775 году, принц де Леон, пэр Франции, граф де Майе-Сезплю Ла Марш, виконт де Биньян, барон де Кергеннек и Коэтмёр-Даудур, сеньор де Блейн, двоюродный брат предыдущего (сын Ги-Огюста де Роан-Шабо (1683-1760), виконта де Биньян, барона де Кергеннек, более известного как "шевалье де Роган" и "граф Шабо");
6. 1807—1816 — Александр-Луи-Огюст де Роган-Шабо (03.12.1761 — 08.02.1816), 7-й герцог Роган, принц де Леон, графа де Шабо, граф де Пороэт, пэр Франции, сын предыдущего;
7. 1816—1833 — Луи-Франсуа Огюст де Роган-Шабо (29.02.1788 — 08.02.1833), 8-й герцог Роган, принц де Леон, граф де Пороэт, пэр Франции, граф де Шабо и граф империи, архиепископ Безансона и кардинал, сын предыдущего;
8. 1833—1869 — Анн-Луи-Фернан де Роган-Шабо (14.10.1789 — 10.09.1869), 9-й герцог Роган, пэр Франции, брат предыдущего;
9. 1869—1893 — Шарль-Луи-Жослен де Роган-Шабо (12.12.1819 — 08.06.1893), 10-й герцог Роган, принц де Леон, граф де Пороэт, сын предыдущего;
10. 1893—1914 — Ален-Шарль-Луи де Роган-Шабоа (01.12.1844 — 06.01.1914), 11-й герцог Роган, принц де Леон, граф де Пороэт, сын предыдущего;
11. 1914—1916 — Жослен-Шарль-Мари-Жозеф-Габриэль-Анри де Роган-Шабо (01.04.1879 — 13.07.1916), 12-й герцог Роган, принц де Леон, граф де Пороэт, сын предыдущего;
12. 1916—1966 — Ален-Луи-Огюст-Мари де Роган-Шабо (10.05.1913 — 27.05.1966), 13-й герцог Роган, принц де Леон, граф де Пороэт, сын предыдущего
13. 1966 — Жослен-Шарль-Луи-Жан-Мари де Роган-Шабо (род. 05.06.1938), 14-й герцог Роган, принц де Леон, граф де Пороэт, сын предыдущего.

Наследник: Ален-Луи-Марк де Роган-Шабо (род. 15.10.1975), принц де Леон, сын предыдущего.